# دوریس (کالیفرنیا)
دوریس (به انگلیسی: Dorris) شهری در شهرستان سیسکیو ایالت کالیفرنیا است که در سرشماری سال ۲۰۱۰ میلادی، ۹۳۹ نفر جمعیت داشته است.